# Alestes baremoze
Espèce
Statut de conservation UICN

 LC  : Préoccupation mineure
Alestes baremoze est une espèce de poissons africaine de la famille des Alestidae.

## Description
Le plus grand individu observé mesurait 43 cm et la masse maximale recensée est de 500 g.

## Distribution
En Afrique de l'Ouest, Alestes baremoze se rencontre dans le bassin et lac Tchad, mais aussi, dans les bassins du Nil, Omo, Niger/Bénoué, Volta, Comoé, Bandama, Sassandra, Tominé, Gambie et Sénégal.

## Synonymes
- A.baremoze baremoze
- A.baremoze soudaniensis
- A.baremoze eburneensis